# شبکه حسگر بی‌سیم

معماری یک شبکه حسگر بی‌سیم Multihop

پیشرفت‌های اخیر در زمینه الکترونیک و مخابرات بی‌سیم توانایی طراحی و ساخت حسگرهایی را با توان مصرفی پایین، اندازه کوچک، قیمت مناسب و کاربری‌های گوناگون داده‌است. این حسگرهای کوچک که توانایی انجام اعمالی چون دریافت اطلاعات مختلف محیطی بر اساس نوع حسگر، پردازش و ارسال آن اطلاعات را دارند، موجب پیدایش ایده‌ای برای ایجاد و گسترش شبکه‌های موسوم به شبکه حسگر بی‌سیم (WSN) شده‌اند.
یک شبکه حسگر متشکل از تعداد زیادی گره‌های حسگر است که در یک محیط به‌طور گسترده پخش شده و به جمع‌آوری اطلاعات از محیط می‌پردازند. لزوماً مکان قرار گرفتن گره‌های حسگر، از قبل تعیین‌شده و مشخص نیست. چنین خصوصیتی این امکان را فراهم می‌آورد که بتوانیم آن‌ها را در مکان‌های خطرناک یا غیرقابل دسترس رها کنیم.
از طرف دیگر این بدان معنی است که پروتکل‌ها و الگوریتم‌های شبکه‌های حسگری باید دارای توانایی‌های خودساماندهی باشند. دیگر خصوصیت‌های منحصربه‌فرد شبکه‌های حسگر، توانایی همکاری و هماهنگی بین گره‌های حسگر است. هر گره حسگر روی برد خود دارای یک پردازشگر است و به جای فرستادن تمامی اطلاعات خام به مرکز یا به گره‌ای که مسئول پردازش و نتیجه‌گیری اطلاعات است، ابتدا خود یک سری پردازش‌های اولیه و ساده را روی اطلاعاتی که به دست آورده‌است، انجام می‌دهد و سپس داده‌های نیمه پردازش شده را ارسال می‌کند.
با اینکه هر حسگر به تنهایی توانایی ناچیزی دارد، ترکیب صدها حسگر کوچک امکانات جدیدی را عرضه می‌کند. در واقع قدرت شبکه‌های بی‌سیم حسگر در توانایی به‌کارگیری تعداد زیادی گره کوچک است که خود قادرند سرهم و سازماندهی شوند و در موارد متعددی چون مسیریابی هم‌زمان، نظارت بر شرایط محیطی، نظارت بر سلامت ساختارها یا تجهیزات یک سیستم به کار گرفته شوند.
گستره کاربری شبکه‌های بی‌سیم حسگر بسیار وسیع بوده و از کاربردهای کشاورزی، پزشکی و صنعتی تا کاربردهای نظامی را شامل می‌شود. به عنوان مثال یکی از متداول‌ترین کاربردهای این تکنولوژی، نظارت بر یک محیط دور از دسترس است. مثلاً نشتی یک کارخانه شیمیایی در محیط وسیع کارخانه می‌تواند توسط صدها حسگر که به‌طور خودکار یک شبکه بی‌سیم را تشکیل می‌دهند، نظارت شده و در هنگام بروز نشت شیمیایی به سرعت به مرکز اطلاع داده شود.
در این سیستم‌ها بر خلاف سیستم‌های سیمی قدیمی، از یک سو هزینه‌های پیکربندی و آرایش شبکه کاسته می‌شود از سوی دیگر به جای نصب هزاران متر سیم فقط باید دستگاه‌های کوچکی را که تقریباً به اندازه یک سکه هستند. شبکه حسگر بی‌سیم (Wireless Sensor Network/ WSN) به یک شبکه بی‌سیم از حسگرهای خودراهبر گفته می‌شود که با فاصله پخش شده‌اند و برای اندازه‌گیری گروهی برخی از کمیت‌های فیزیکی یا شرایط محیطی مانند دما، صدا، لرزش، فشار، حرکت یا آلاینده‌ها، در مکان‌های مختلف یک محدوده کاربرد دارد. شبکه‌های حسگر با انگیزه استفاده در کاربردهای نظامی مانند نظارت بر میدان جنگ، توسعه پیدا کرد. اما امروزه شبکه‌های حسگر بی‌سیم در صنعت و بسیاری از مقاصد غیرنظامی استفاده می‌شوند، از جمله نظارت و کنترل فرایندهای صنعتی، نظارت بر سلامت دستگاه‌ها، نظارت بر محیط یا خانه، کاربردهای مراقبت از سلامتی، خانه‌های هوشمند، کشاورزی و کنترل ترافیک.
علاوه بر یک یا چند سنسور، هر گره از شبکه معمولاً مجهز به یک فرستنده و گیرنده رادیویی (یا هر وسیله مخابراتی بی‌سیم دیگر)، یک میکروکنترلر کوچک، و یک منبع انرژی (معمولاً یک باتری) است. اندازه یک گره سنسوری بسته به اندازه بسته‌بندی آن تغییر کرده و تا یک‌دانه شن قابل کوچک‌سازی است؛ که قطعات این شنریزه در ابعاد میکروسکوپی هنوز باید ساخته شود. به‌طور مشابه قیمت هر گره حسگر می‌تواند بین چند صد دلار تا چند سنت، بسته به اندازه و پیچیدگی مورد نیاز یک گره متفاوت باشد. محدودیت‌های قیمت و اندازه در گره‌های حسگر منجر به محدودیت در منابعی مانند انرژی، حافظه، سرعت پردازش و پهنای باند در آن‌ها می‌شود.
یک شبکه سنسور معمولاً تشکیل یک شبکه‌های بی‌سیم اقتضایی (ad-hoc) را می‌دهد، به این معنی که هر گره از الگوریتم مسیریابی multi-hop استفاده می‌کند. (تعداد زیادی گره یک بسته اطلاعاتی را جلو برده و به ایستگاه مرکزی می‌رساند). در حال حاضر شبکه‌های بی‌سیم حسگر یکی از موضوعات فعال تحقیقاتی در علوم کامپیوتر و ارتباطات است که هر ساله تعداد بیشماری کارگاه و کنفرانس در این زمینه انجام می‌شود.
یکی از نیازمندی‌های مهم شبکه حسگر، سرویس همزمانی است. اهمیت زمان در شبکه‌های حسگر باعث شده که اخلال در هم‌زمانی حسگرها یکی از اهداف اولیه دشمن برای حمله به این شبکه‌ها باشد. دشمن سعی می‌کند به طرق مختلف مانند اخلال در رسیدن پیغام‌های هم‌زمانی، تغییر یا جعل آنها، تأخیردادن به پیغام‌های حساس به زمان، تسخیر برخی گره‌ها و ارسال پیغام‌های هم‌زمانی غلط توسط آن‌ها مانع از هم‌زمانی صحیح در شبکه شود. علی‌رغم معرفی چند روش هم‌زمانی برای شبکه‌های حسگر در سال‌های اخیر، تا کنون روش هم‌زمانی جامعی که بتواند نیازمندی‌های امنیتی و کارامدی این شبکه‌ها را توأمان برآورده کند، ارائه نشده‌است.

## کاربردها
موارد استفاده از شبکه‌های حسگر بی‌سیم متنوع و زیاد است. به عنوان مثال در کاربردهای تجاری و صنعتی برای کنترل داده‌ها و مواردی که استفاده از گیرنده‌های سیمی مشکل و گران است به کار می‌روند. برای مثال این شبکه‌ها می‌توانند در محیط‌های بیابانی هم گسترش یابند و سال‌ها باقی بمانند. کاربرد دیگر اعلام خطر ورود مهاجم به یک محل کنترل شده و سپس ردیابی مهاجم است.
از موارد دیگر کاربرد این شبکه‌ها می‌توان به نظارت بر محل‌های مسکونی، ردیابی هدف‌های متحرک، کنترل رآکتور هسته‌ای، آشکارسازی حریق، نظارت ترافیک و … اشاره نمود.

### نظارت بر ساخت‌های محیط
کنترل یا نظارت بر محیط نوعی استفاده از گیرنده بی‌سیم است. در نظارت محیط، گیرنده بی‌سیم در ناحیه‌ای پراکنده می‌شود که تعدادی پدیده یا حادثه باید تحت نظارت باشد. برای مثال تعداد زیادی از این گره‌های فرستنده و دریافت‌کننده می‌توانند در میدان جنگ برای آشکار کردن تجاوز دشمن به جای استفاده از مین‌های زمینی گسترش داده شوند.
زمانی که این حس گر یا گیرنده اتفاقی را که تحت نظر بوده (گرما، فشار، صدا، نور، زمین‌هایی با خواص مغناطیسی و لرزش و ارتعاش و غیره) پیدا می‌کند، لازم است که اتفاق به یکی از پایگاه‌ها گزارش شود. این پایگاه بر اساس نوع کاربری شبکه عملی مناسب، مانند ارسال پیغام به اینترنت یا ماهواره یا پردازش محلی داده، را انجام می‌دهد.

## نظارت در حیطه مراقبت‌های سلامتی و بهداشتی
که خود به صورت‌هایی مثل جای دادن حسگر در بدن، پوشیدن حسگر توسط فرد یا استفاده از حسگر با رویکرد مراقبت‌های بهداشتی و سلامتی در محیط که هر یک از این حسگرها به شناسایی و نظارت داده‌های مرتبط به حوزه بهداشت و سلامت موجود زنده مشغول می‌شوند.

## نظارت بر محیط زیست
نظارت بر آلودگی هوا، نظارت بر آتش‌سوزی جنگل‌ها، نظارت بر رانش زمین، نظارت بر میزان آلودگی آب‌ها، نظارت بر تغیرات جوی جهت جلوگیری و کم کردن عواقب حوادث طبیعی مثل سیلاب‌ها و طوفان‌ها

## نظارت در حیطه صنعت
صحت کارکرد و سلامت ماشین آلات، نظارت بر کاکرد سیستم‌ها که حتی می‌توان بر کارکرد یک حسگر شبکه دیگر نظارت کرد، نظارت بر کاکرد مراکز داده، نظارت بر سلامتی سازه‌های مهندسی که خود شامل یک شاخه گسترده‌است.

## مشخصه‌ها
مشخصه‌های منحصربه‌فرد گیرندهٔ بی‌سیم:
- گره‌های گیرنده با مقیاس کم
- قدرت محدود که می‌توان ذخیره یا تخلیه شود
- شرایط محیطی نا مناسب
- نقص‌های گره
- ترک گره
- شبکه دینامیک توپو لوژی
- نقص ارتباطات
- غیر یکنواختی گره‌ها
- گسترش با مقیاس بالا
- عملکرد خودکار

گره‌های گیرنده را می‌توان کامپیوترهای کوچکی تصور کرد. کاملاً اساسی و در وجه مشترکشان در ساختار و اجزاء آن‌ها معمولاً شامل واحد پردازنده و قدرت اشتباه محاسبهٔ محدود و حافظهٔ محدود هستند گیرنده‌ها (شامل شرایط خاص مدارها) دستگاه ارتباطی (معمولاً فرستنده و گیرنده رادیویی و نوری متناوب) و منبع انرژی هم معمولاً از باتری است.
پایگاه‌ها بنیادی از یک یا چند اجزاء برجسته از شبکه ارتباطی گیرنده بی‌سیم (WSN) با محاسبهٔ بیشتر انرژی، منبع ارتباطاتی، آن‌ها مثل دروازه بین گره گیرنده و کاربر نهایی عمل می‌کنند.

## پایگاه‌ها

### سخت‌افزار
فصل اصلی گره گیرنده شامل:

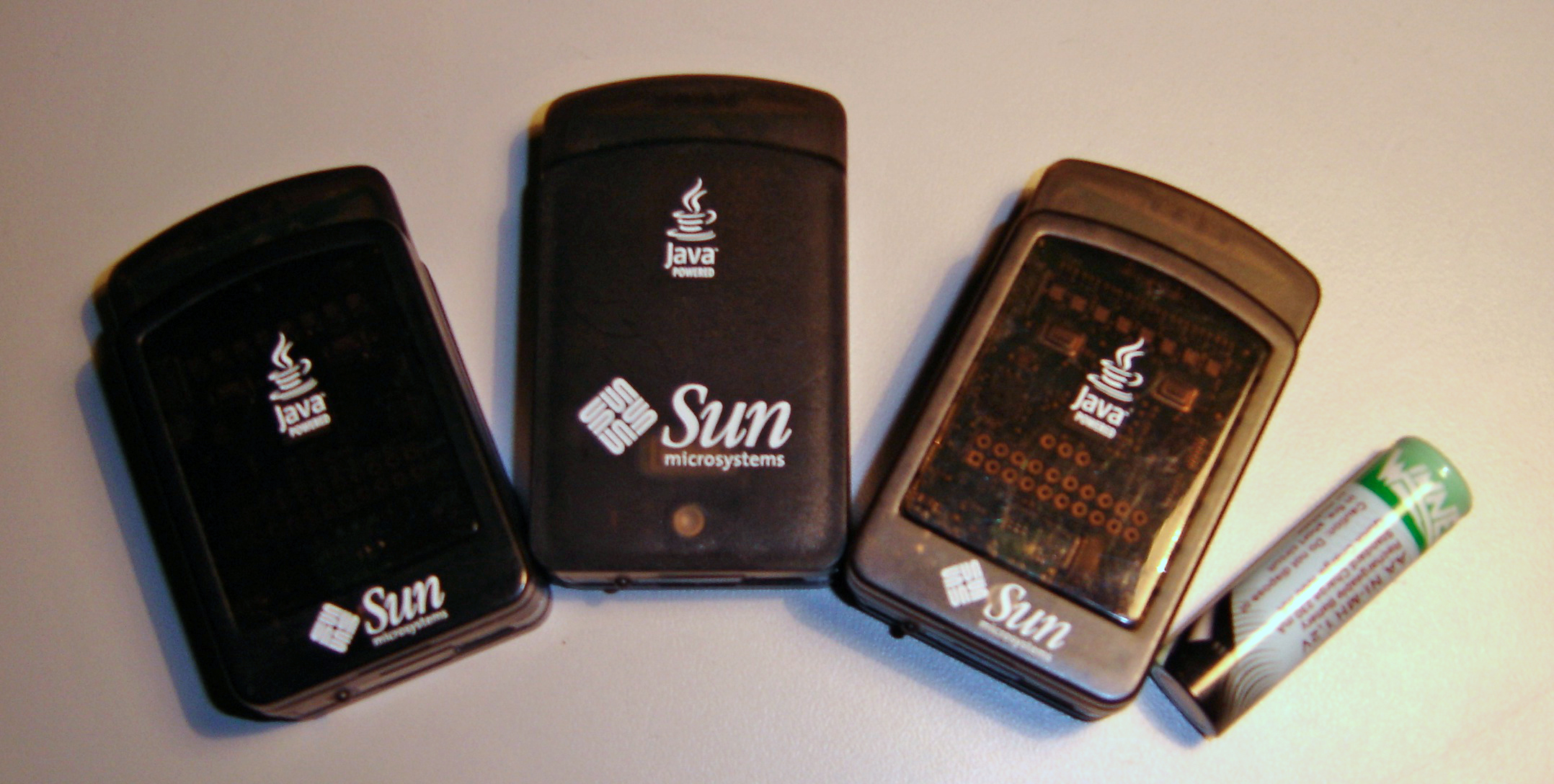
Sun Spot حسگر بی‌سیم محصول شرکت سان مایکروسیستمز

اصلی‌ترین موضوع با قیمت کم با گره‌های گیرنده کوچک است. با ملاحظه به این اهداف، گره‌های گیرنده در حال حاضر در اصل نمونه‌های اولیه هستند. از کوچک‌سازی و کاهش هزینه متوجه می‌شویم که اهداف اخیر و آینده در پیشرفت رشته MEMS و NEMS است و تعدادی از گره‌های گیرنده پایین ارائه می‌شوند و تعدادی از گره‌ها هنوز در مرحله تحقیق هستند.
نظر کلی راجع به استفاده از شبکه، پایگاه‌ها و اجزاء و موضوعات مربوط در SNM قابل دسترس است.

### استانداردها
زمانیکه مسیر اصلی کامپیوترها درخور استانداردها ست – تنها استاندارد رسمی که در شبکه‌های ارتباطی گیرنده بی‌سیم پذیرفته شده ISO 18000-7 و 6Lowpan و بی‌سیم HART و در پایین تعداد دیگری از استانداردها که تحقیق شده‌اند برای استفاده توسط محققین این رسته:
- ZigBee
- Wibree
- IEEE 802.15.4-2006

### نرم‌افزارها
انرژی منبع کمیاب گره‌های شبکه بی‌سیم است و تعیین‌کننده عمر شبکه ارتباطی گیرنده‌های بی‌سیم (WSN) است به‌طور متوسط می‌توانند در تعداد بالایی در محیطهای گوناگون گسترش یابند در مناطق دور افتاده و دشمن، همراه ارتباطات تک کاره به عنوان کلید برای این علت الگوریتم و پروتکل احتیاج دارد به دنبال این پیامدها:
- بیشینه‌سازی عمر.
- توانمندی و تحمل عیب
- روش تنظیم؛ و نصب خودکار

بعضی از موضوع‌های داغ در تحقیق نرم‌افزارهای (WSN)
- امنیت
- قابلیت انتقال و ترک (زمانی که گره‌های گیرنده یا پایگاه‌ها در حال حرکت اند)
- میان افزار، طراحی سطح متوسط اولیه بین نرم‌افزار و سخت‌افزار است.

### سیستم‌عامل
سیستم‌عامل برای گره‌های شبکه ارتباطی گیرنده بی‌سیم به نوعی پیچیدگی اش کمتر از اهداف کلی سیستم‌عامل است. هردو به دلیل احتیاجات خاص و درخواست شبکه ارتباطی خاص و به دلیل اضطرار یا تحمیل منبع در پایگاه سخت‌افزاری شبکه گیرنده است برای مثال کاربرد استفاده شبکه گیرنده معمولاً همکاری متقابل مثل یک کامپیوتر نیست. به همین علت، سیستم‌عامل احتیاجی به پشتیبانی کاربرد ندارد علاوه برآن تحمیل یا اضطرار منبع در دوره حافظه و نقشه حافظه سخت‌افزار را پشتیبانی می‌کند و ساختمانی می‌سازد مثل حافظه مجازی که هردو غیرضروری و غیرممکن برای انجام دادن هستند.
شبکه ارتباطی گیرنده بی‌سیم، سخت‌افزارهایش فرقی با سیستم‌های سنتی تعبیه شده ندارد و بنابراین استفاده از سیستم‌عامل تعبیه شده ممکن است مثل ecos یا VC/OS برای گیرنده شبکه ارتباطی و اگرچه مثل سیستم‌عامل طراحی شده‌اند با خواص بی‌درنگ و برخلاف سیستم‌عامل تعبیه شده سنتی اگر، سیستم‌عامل هدف مخصوص شبکه‌های ارتباطی گیرنده است. اغلب پشتیبانی بی‌درنگ ندارد.
Tiny Os شاید اولین سیستم‌عاملی باشد که مخصوصاً طراحی شده برای شبکه ارتباطی گیرنده بر خلاف بیشتر سیستم‌عامل‌های دیگر Tiny Os براساس برنامه کامپیوتری یا فرایندی که هر مرحله اجرا مربوط به تحمیلات خارجی است برنامه‌نویسی می‌کند و مدل را به جای طرح برنامه‌ای که بیش از یک مسیر منطقی استفاده می‌کند و هر مسیر هم‌زمان اجرا می‌شود که می‌گوییم (multithread).
TinyOs برنامه دستوری که تشکیل شده از گرا و کارهایی که تداوم پیدا می‌کند در تکامل معنایی زمانی که پیشامد خارجی رخ می‌دهد و مانند وارد شدن اطلاعات و خواندن گیرنده.
TinyOs خبر می‌دهد از گرای مناسبی که اتفاقات را شرح می‌دهد گرا می‌تواند ارسال کند کارهایی را که برنامه‌ریزی شده با هسته اصلی TinyOs در زمانی عقب‌تر.
هردوی سیستم TinyOsو برنامه نوشته شده برای TinyOs که آن‌ها نوشته شده‌اند با برنامه‌نویسی C است. Nesc طراحی شده برای یافتن Race-Condition (حالت نا معینی که به هنگام عملکرد هم‌زمان دستورالعمل‌های دو کامپیوتر به وجود می‌آید و امکان شناخت این مسئله که کدام یک از آن‌ها ابتدا تمام خواهد شد وجود ندارد) بین وظایف و گراها.
و همچنین سیستم‌های عاملی هستند که اجازه برنامه‌نویسی در C را می‌دهند مثل سیستم‌عامل‌هایی شامل Contiki و MANTIS و BT nut و SOS و Nano-RK.
Contiki طراحی شده‌اند برای پشتیبانی و اندازه‌گیری بارگیری در شبکه و پشتیبانی زمان اجرای بارگیری در استاندارد فایل‌های ELF. هسته Contiki را برنامه کامپیوتری یا فرایند کامپیوتری است که هر مرحله اجرا مربوطه به عملیات خارجی است Event-driven اما سیستم پشتیبانی می‌کنند از (طرح برنامه‌ای که بیش از یک مسیر منطقی است و هر سیر هم‌زمان اجرا می‌شود) Multithread در زمینه پیش درخواست‌ها – علاوه بر آن شامل خطوط برجسته‌ای که فراهم می‌کند خطوطی را که مثل برد برنامه‌نویسی اما با حافظه خیلی کوچک در بالای سر.
برخلاف Event-driven، هسته Contiki و MANTIS و Nano-RK هسته‌هایی که بر اساس قبضه‌ای انحصاری Multithread است. با قبضه‌ای انحصاری Multithread که کاربرها صراحتاً احتیاجی به ریز پردازنده برای دیگر پردازش‌ها ندارند. در عوض هسته زمان را تقسیم می‌کند به پردازش‌های فعال و تصمیم می‌گیرد که کدام پردازش می‌تواند کار کند ولی می‌تواند استفاده از برنامه‌نویسی را راحت کند.
شبکه ارتباطی و گیرنده مثل TinyOs و Contiki و SOS و Even-driven سیستم‌عاملی است که ترکیب اولی SOS که پشتیبانی برای ظرفیت بارگیری.
سیستم‌عامل کامل ساخته شده از ظرفیت‌های کوچک‌تر و سریع SOS همچنین تمرکز در پشتیبانی برای مدیریت حافظه دینامیک است.

### میان افزار
تلاش و تحقیق‌های قابل ملاحظه‌ای که اخیراً در طراحی میان افزار شبکه ارتباطی گیرنده بی‌سیم است. این نگرش کلی می‌تواند دسته‌بندی بشود به: توزیع پایگاه داده‌ها، عامل حرکت، پایگاه رویدادها.

### زبان برنامه‌نویسی
برنامه‌نویسی گره‌های گیرنده زمانی که با سیستم‌های کامپیوتری معمولی مقایسه شوند مشکل است. منبع اجباری طبیعی از این گره‌ها بالا می‌رود به مدل‌های برنامه‌نویسی جدید.
اگرچه بیشتر گره‌های به‌طور جاری برنامه‌ریزی شده‌اند در C
- C@t (زمان@محاسبات در نقطه‌ای از فضا)
- DSL (توزیع ترکیبات زمانی)
- Galsc
- Nec C
- Proto thread
- SNACK
- SQTL

### الگوریتم
WSN متشکل از تعداد زیادی از گره‌های گیرنده هستند. از این رو الگوریتم برای WSN توزیع الگوریتمی است. در WSN منبع کمیاب انرژی است؛ و یکی از گرانترین عامل انرژی انتقال اطلاعات است. برای این دلیل تحقیق الگوریتمی در WSN بیشتر تمرکز می‌کند. در مطالعه و طراحی آگاهانه از انرژی الگوریتم برای انتقال اطلاعات از گره‌های گیرنده به پایگاه انتقال اطلاعات معمولاً Multi-hop (از یک گره به یک گره به طرف پایگاه) به علت رشد چند برابر در هزینه انرژی انتقالات رادیویی نسبت به مساحت انتقال.
نگرش‌های الگوریتمی با تفکیک خود WSN از نگرش پروتکل با این حقیقت که مدهای ریاضی که استفاده می‌شوند انتزاعی تر هستند. کلی تر هستند اما گاهی اوقات کمتر واقعی هستند در مدل‌هایی که استفاده می‌شود طراحی پروتکل پایگاهای هستند که مخصوصاً طراحی شده‌اند برای شبیه‌سازی کارائی شبکه ارتباطی گیرنده مثل TOSSIM، که قسمتی از TinyOs و شبیه‌سازی قدیمی شبکه که استفاده می‌شود مثل NS-2، همچنین شبه ساز بصری OPNET که برای تحلیل و شبیه‌سازی انواع شبکه‌های کامپیوتری و مخابراتی از کوچکترین ابعاد تا ابعاد جهانی کاربرد دارد، شبیه‌ساز SENSIM که بر مبنای ++OMNET طراحی شده و خاص تحلیل شبکه‌های حسگر بی‌سیم است، لیست وسیعی از ابزارهای شبیه‌سازی برای شبکه ارتباطی گیرنده بی‌سیم می‌تواند پیدا شود و در CRUISE WSN که ابزار شبیه‌سازی پایگاه معلومات

### تجسم فکری داده‌ها
از شبکه ارتباطی بی‌سیم اطلاعات جمع‌آوری می‌شوند و معمولاً ذخیره می‌شوند به فرم و اطلاعات عددی در پایگاه مرکزی. برنامه‌های متعددی هستند مثل Tosgui و Sensor و MonSense (Gsn که آسان می‌کند جستجو این مقدار اطلاعات علاوه بر آن Geopatial cosortinm که استانداردهای خاص برای توانایی وجه مشترک شان و رمزگذاری اطلاعات که این توانایی را دارد که مرتب کند سایت‌های ناهمگون را در اینترنت که به هر کسی اجازه می‌دهد به‌طور انفرادی کنترل شبکه‌های ارتباطی گیرنده بی‌سیم بپردازد از طریق نرم‌افزار که برای جستجو در اینترنت ذخیره شد.

## کنفرانس‌ها
- http://www.enggjournals.com/ijet/docs/IJET19-11-06-098.pdf
- Chain-based Gateway nodes routing for energy efficiency in WSN

(by Amir Hozhabri)
- IEEE Wireless Hive Networks Symposium
- SenSys - ACM Conferences on Embedded Networked Sensor Systems
- IPSN - ACM/IEEE International Conference on Information Processing in Sensor Networks
- EWSN - European Conference on Wireless Sensor Networks
- SECON - IEEE Communications Society Conference on Sensor and Ad Hoc Communications and Networks
- International Conference on Networked Sensing Systems
- DCOSS
- Algosensor
- MASS - Mobile Ad-hoc and Sensor Systems
- EmNets